# Wierzbica Górna (gromada)
Wierzbica Górna – dawna gromada, czyli najmniejsza jednostka podziału terytorialnego Polskiej Rzeczypospolitej Ludowej w latach 1954–1972.
Gromady, z gromadzkimi radami narodowymi (GRN) jako organami władzy najniższego stopnia na wsi, funkcjonowały od reformy reorganizującej administrację wiejską przeprowadzonej jesienią 1954 do momentu ich zniesienia z dniem 1 stycznia 1973, tym samym wypierając organizację gminną w latach 1954–1972.
Gromadę Wierzbica Górna z siedzibą GRN w Wierzbicy Górnej utworzono – jako jedną z 8759 gromad na obszarze Polski – w powiecie kluczborskim w woj. opolskim, na mocy uchwały nr VII/21/54 WRN w Opolu z dnia 4 października 1954. W skład jednostki weszły obszary dotychczasowych gromad Wierzbica Górna, Wierzbica Dolna, Ligota Wołczyńska, Brynica, Duczów Wielki i Duczów Mały ze zniesionej gminy Wierzbica Górna w tymże powiecie. Dla gromady ustalono 25 członków gromadzkiej rady narodowej.
31 grudnia 1959 ze wsi Wierzbica Górna w gromadzie Wierzbica Górna wyłączono kolonię Wierzbica Dolna, włączając ją do wsi Świniary Wielkie w gromadzie Szymonków w tymże powiecie.
Gromada przetrwała do końca 1972 roku, czyli do kolejnej reformy gminnej.